# Жонке, Тьерри
Тьерри Жонке́ (фр. Thierry Jonquet; 19 января 1954 — 9 августа 2009) — французский автор политических детективов. Жил и работал в Париже.
Жонке написал более 20 «сенсационных» романов на французском языке, включая «Le bal des débris», «Moloch» и «Rouge c’est la vie». Повесть «Тарантул» (Mygale), опубликованная в 1995 году, была переработана испанским режиссёром Педро Альмодоваром в сценарий фильма «Кожа, в которой я живу» (2011). Сама книга вышла в русском переводе под названием «Тарантул, или Кожа, в которой я живу» в 2011 году.
Жонке скончался в возрасте 55 лет в госпитале в Париже.